# Koršič
Koršič je priimek v Sloveniji, ki ga je po podatkih Statističnega urada Republike Slovenije na dan 1. januarja 2010 uporabljalo 112 oseb.

## Znani nosilci priimka
- Anton Koršič, sadjarski organizator v Posavju
- Ciril Koršič (1912—2001), narodnokulturni delavec v zamejstvu
- Igor Koršič (*1947), gledališki zgodovinar, prof. AGRFT, dramaturg, prevajalec
- Iva Koršič, novinarka Novega Glasu v it.zamejstvu
- Ivan Koršič (1870—1941), vojaški duhovnik, zadnji avstr. mornariški generalni superior
- Janko Koršič (1880?—1925), inž.
- Maja Koršič Potočnik, pravnica
- Marija Koršič Flajs (1907—2009), učiteljica, begunka na Češkem
- Marilka Koršič-Čotar (*1947), farmacevtka in kulturno prosvetna delavka
- Marjan Koršič (1920—1988), zdravnik ortoped
- Marjan Koršič (*1949), nevrokirurg
- Marko Koršič (1917—1947), zdravnik pulmolog
- Matej Koršič, jamski potapljač
- Mirko Koršič (1880—1934), sodnik, odvetnik in narodni delavec
- Mirko Koršič (1914—1981), pravnik, ekonomist, pomorski gospodarstvenik in publicist; sabljač
- Petra Koršič, literarna kritičarka, pesnica, urednica, esejistka, novinarka, organizatorka
- Verena Koršič Zorn (*1951), umetnostna zgodovinarka
- Vladimir Koršič (1885—1923), učitelj